# Zarcilla de Ramos
Zarcilla de Ramos es un pueblo de 1071 habitantes, situado en la zona de las Pedanías altas, perteneciente al municipio de Lorca en la Región de Murcia, España. Se encuentra a 655 metros de altitud sobre el nivel del mar.
Se trata de la mayor diputación del término lorquino, con unos 109 km² y un importante núcleo de población, al que se llega desde la carretera de Lorca a Caravaca, a 28,5 km de la cabecera municipal.

## Parajes y lugares
La Piedra del Almirez
Hoya Mora
Fontanicas y San Antón
Cañada Hermosa y Jose
Casas del Marrajo
Peña María
Cazorla-Jepe
El Rincón y el Mingrano
Cazorla y San Antón
Fuente Atocha
Ojos de Luchena
Los Yesares

## Economía
La principal actividad económica es la agricultura, con preponderancia del secano, apoyándose también en la ganadería.
Esta comenzando a tener importancia en la zona el turismo rural.